# Río Tutonchana
El río Tutonchana (también transliterado como Tutončana) (en ruso, Тутончана) es un río asiático del norte de Siberia, un afluente del río Tunguska Inferior, a su vez afluente del curso inferior del río Yeniséi. Su longitud total es 459 km y su cuenca drena una superficie de 16.800 km² (mayor que Timor Oriental).
Administrativamente, el río discurre por el krai de Krasnoyarsk de la Federación de Rusia.

## Geografía
El río Tutonchana nace en la vertiente meridional de la meseta de Putorana, cerca de donde nacen el río Vivi y el río Tembechi, a unos 20 km al norte del círculo polar ártico. El río discurre primero hacia el Noroeste, para enseguida describir una amplia curva y encaminarse haci el Sur, una dirección que mantendrá en todo su curso, aunque dibujará un par de amplias curvas, una al este y otra al oeste, drenando un valle estrecho y bastante profundo de la parte noroccidental de la meseta central siberiana conocida como meseta Syverma. 
El río desemboca por la margen izquierda en el curso bajo del río Tunguska Inferior, en la localidad homónima de Tutonchani.
El río corre a través de una región remota montañosa poco habitada, con un clima muy severo, de modo que en su curso no encuentra ningún centro urbano de importancia y solamente pequeños asentamientos que se construyen sobre el suelo de permafrost. No hay vegetación, excepto musgos, líquenes y algunas hierbas.
Al igual que todos los ríos siberianos, sufre largos períodos de heladas (seis/siete meses al año, desde finales de octubre a mayo) y amplias extensiones de suelo permanecen permanentemente congeladas en profundidad. 